# Петит, Гонсало
Гонса́ло Эсекиэ́ль Пети́т Аба́д (исп. Gonzalo Ezequiel Petit Abad; родился 21 сентября 2006, Кармело) — уругвайский футболист, нападающий клуба «Реал Бетис».

## Клубная карьера
Воспитанник футбольной академии клуба «Насьональ». В марте 2023 года подписал с клубом свой первый контракт. 13 июля 2024 года дебютировал в основном составе «Насьоналя» в матче Примеры Уругвая против «Данубио», отметившись забитым мячом.

## Карьера в сборной
Выступал за сборные Уругвая до 16 и до 17 лет.